# Don Freeman
Don Freeman (San Diego, 11 de agosto de 1908 — Nova Iorque, 1 de janeiro de 1978) foi um pintor norte-americano, jornalista, cartunista e ilustrador, escritor de livros infantis. Seu maior sucesso foi dos anos 30 aos anos 70.

## Biografia

#### Início da vida
Freeman nasceu em Califórnia, frequentou o ensino médio em St. Louis, e mais tarde foi mudou-se para Nova Iorque, onde estudou design gráfico e litografia na Art Students League of New York com John Sloan e Harry Wickey.